# Литература Эквадора
Эквадорская литература (исп. La literatura ecuatoriana) — литература на испанском языке, написанная эквадорскими авторами. Зародилась в XVIII веке с началом испанской колонизации территории современного Эквадора. Является одной из важнейших составляющих культуры Эквадора, внёсшей свой вклад в развитие всей латиноамериканской литературы.

## История
До конкисты местное население на территории современного Эквадора не имело письменных памятников. Мифы передавались устно от одного поколения другому. В колониальный период появилось несколько сочинений на языке народа кечуа. Самым известным из них является стихотворение «Элегия на смерть Атауальпа» (исп. Elegía a la muerte de Atahualpa), приписываемое Хасинто Кольяуасо, касику, который родился недалеко от города Ибарра.
Выдающимся поэтом колониального периода был священник Хуан Баутиста Агирре (1725—1786), родившийся в Дауле. Колониальная поэзия ориентировалась на испанские образцы и, за редким исключением, касалась религиозных тем. Другими известными поэтами того времени были Антонио Бастидас и Хасинто де Эвия.
Первым эквадорским журналистом был Эухенио Эспехо (1747—1795), метис, сторонник Просвещения, видный политик и писатель, содействовал развитию медицины и гигиены в Эквадоре. Сын индейца, он боролся за право быть образованным человеком. В своих публикациях поддерживал движение за независимость Эквадора от колониальной администрации.
Видным поэтом в период обретения независимости стал уроженец Гуаякиля Хосе Хоакин де Ольмедо (1780—1847), воспевший освободительную борьбу Эквадора и других территорий Америки. Писал в стиле классицизма. Среди его стихотворений самыми известными являются «Песня Боливара» (исп. Canto a Bolívar), которое высоко оценил сам освободитель и «Песня 9 октября» (исп. Canción del 9 de octubre), которое стало гимном родного города поэта.

### Романтизм
Зачинателем романтизма в Эквадоре стала уроженка Кито поэтесса Долорес Вейнтимилья (1830—1857), автор замечательной любовной лирики. В своём известном стихотворении «Жалобы» (исп. Quejas) она описала мучившую её меланхолию, которая в итоге привела поэта к самоубийству в городе Куэнка в 1857 году.
Другими известными поэтами того времени были Хулио Сальдумбиде (1833—1887) и Нума Помпильо Льона (1832—1907). Последний широко известен также в Перу, где он жил некоторое время; служил дипломатом в Испании, Италии, Колумбии и Франции.
Известным прозаиком периода романтизма был Хуан Леон Мера (1832—1894), классик эквадорской и испаноязычной литературы. Его шедевр — «Куманда, или Драма среди рабов» (исп. Cumandá o Un drama entre salvajes), является одним из первых эквадорских романов. Он также написал гимн Эквадора и книгу рассказов «Эквадорские новеллы» (исп. Novelitas ecuatorianas).
Крупнейшим эквадорским эссеистом является Хуан Монтальво (1832—1889). Его произведения, среди которых эссе «Катилинариас» (исп. Las Catilinarias), «Семь трактатов» (исп. Siete tratados) и роман «Главы, которые забыл Сервантес» (исп. Capítulos que se le olvidaron a Cervantes). Он был противником президентов Габриэля Гарсии Морено и Игнасио де Вейнтимилья; призывал народ восстать и прекратить авторитарное правление обоих. О Габриэле Гарсии Морено ему принадлежит известное выражение: «Моё перо убило его». А Игнасио де Вейнтимилья был прозван им «Игнасио Кровавым».

### Модернизм
Модернизм в эквадорской литературе появился со значительной задержкой по сравнению с другими странами. Причиной того были постоянные гражданские войны между консерваторами и либералами. Тем не менее, представители местного модернизма внесли значительный вклад в развитие латиноамериканской литературы того времени.
Известными эквадорскими поэтами-модернистами являются Медардо Анхель Сильва (1898—1919) и Эрнесто Нобоа и Кааманьо (1891—1927), Артуро Борха (1892—1912) и Умберто Фиерро (1890—1929). Позже они были прозваны обезглавленным поколением, так, как все четверо покончили жизнь самоубийством.
Медардо Анхель Сильва, по мнению многих литературных критиков, является лучшим эквадорским поэтом, хотя при жизни он опубликовал только единственный сборник стихов «Древо добра и зла» (исп. El árbol del bien y del mal). Другими эквадорскими поэтами-модернистами также являются Альфонсо Морено Мора (1890—1940) и Хосе Мария Эхас (1896—1982).

### Реализм
Реализм в эквадорской литературе начался с романом «Побережье» (исп. A la costa) Луиса Альфреда Мартинеса (1869—1909). В нём рассказывается история мальчика из консервативной семьи в Кито, у которого рано умер отец. Он был вынужден работать на ферме и наблюдать, как медленно деградирует и распадается его семья. Все действия разворачиваются на фоне победы либеральной революции.
Особенно острые социальные проблемы были описаны в сборнике рассказов «Те, кто уходят» (исп. Los que se van) Деметрио Агилеры Мальты (1909—1981), Хоакина Гальегоса Лары (1911—1947) и Энрике Хиля Хильберта (1912—1973); которые вместе с Хосе де ла Куадрой (1903—1941) и Альфредо Парехой Диесом Кансеко (1908—1993), образовали «Гуаякильскую группу». Все эти писатели поднимали в сочинениях социальные вопросы и описывали реальный быт простого народа, используя сленг, ненормативную лексику.
Среди произведений писателей этой группы самыми известными являются «Лос Сангуримас» Хосе де ла Куадры, «Наш хлеб» Энрике Хиль Хильберта, «Кресты на воде» Хоакина Гальегоса Лары, «Семь лун и семь змей» Деметрио Агилеры Мальты и «Бальдомера» Альфредо Парехи Диеса Кансеко.
Одним из знаменитых современных эквадорских писателей является Хорхе Икаса (1906—1978), автор романа «Уасипунго», переведённого на многие иностранные языки. Другими известными произведениями автора являются роман «Чулья Ромеро и Флорес» и сборник рассказов «Пойманный».
Переходный период в эквадорской литературе был представлен тремя группами писателей, которые жили и трудились в городе Гуаякиль — Хосе де ла Куадра, Хоакин Гальегос Лара, Деметрио Агилера Мальта, Энрике Хиль Хильберт и Альфредо Пареха Диес Кансеко, городе Кито — Фернандо Чавес, Умберто Сальвадор, Хорхе Фернандес, Хорхе Теран и Энрике Икаса, и городе Аустро — Умберто Мата, Альфонсо Куэста-и-Куэста, Анхель Фелисисимо Рохас и Пабло Паласио. Несмотря на региональные различия в своих произведениях они последовательно описали этапы развития, формирования эквадорского общества и связанные с этим проблемы, в том числе дискриминацию коренного населения. Отдельно в этом ряду стоит творчество писателей Адальберто Ортиса и Сезара Давилы Андраде, и драматургия Розы Борха де Икаса.

### Современная поэзия и проза
В современной эквадорской литературе известными являются эссеисты Агустин Куэва и Боливар Эчеверрия, афроэквадорский прозаик Нельсон Эступиньян-Басс, поэты Хорхе Каррера Андраде и Хорхе Энрике Адоум.
Другими современными писателями Эквадора, достойными упоминания, являются прозаики Хавьер Васконес, Леонардо Валенсия, Сантьяго Паэс, Луис Косталес, Рикардо Дескальзи дель Кастильо и поэты Аурелио Эспиноза Полит, Алисия Йанес Коссио, Пако Бенавидес.